# Stéphanie St. Pierre
Stéphanie St. Pierre (Victoriaville, 2 de agosto de 1985) es una deportista canadiense que compitió en esquí acrobático. Ganó una medalla de bronce en el Campeonato Mundial de Esquí Acrobático de 2003, en la prueba de baches.

## Medallero internacional
| Campeonato Mundial | Campeonato Mundial           | Campeonato Mundial | Campeonato Mundial |
| Año                | Lugar                        | Medalla            | Competición        |
| ------------------ | ---------------------------- | ------------------ | ------------------ |
| 2003               | Deer Valley (Estados Unidos) | Medalla de bronce  | Baches             |